# Dziewiętlice

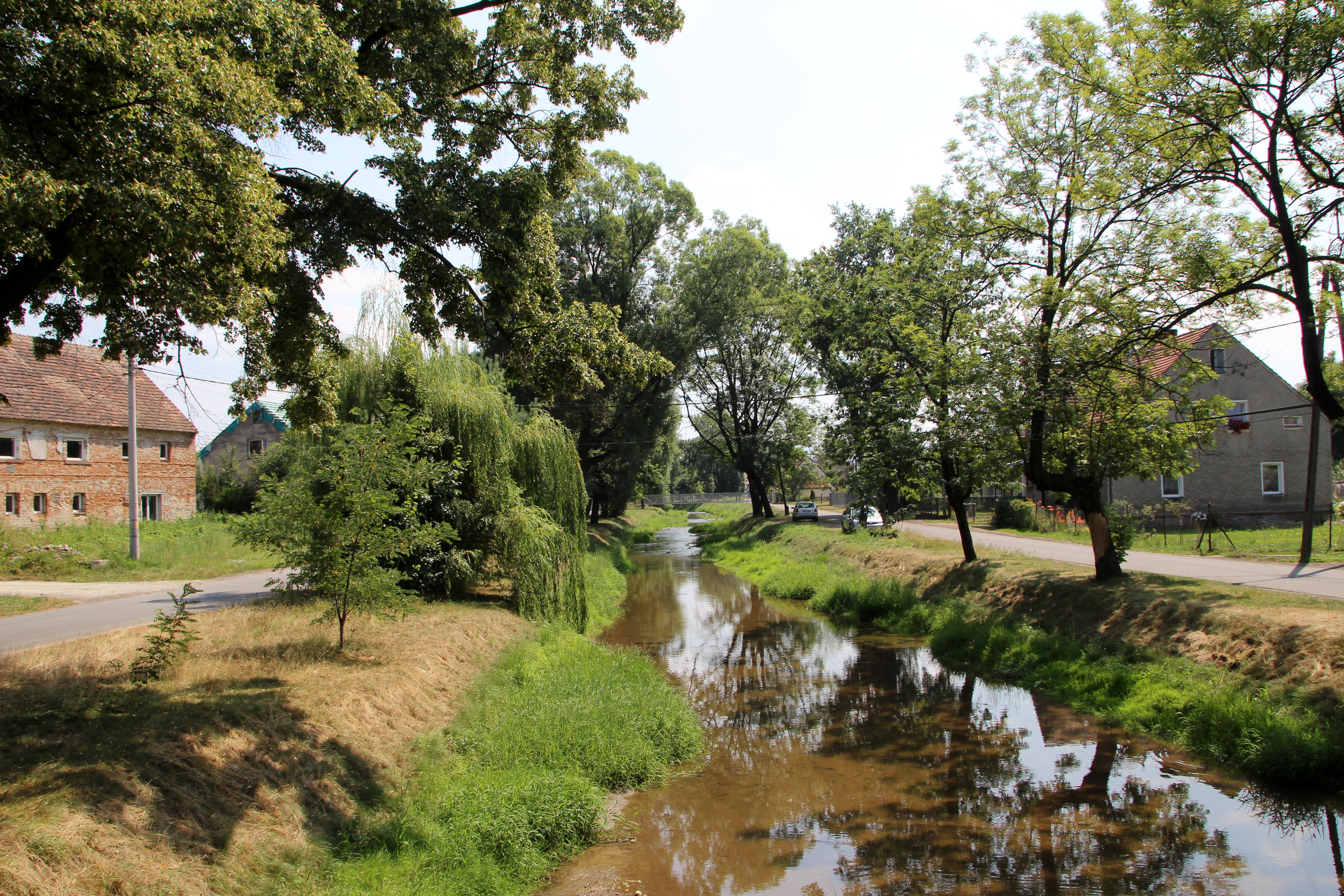
Die Świdna in Dziewiętlice

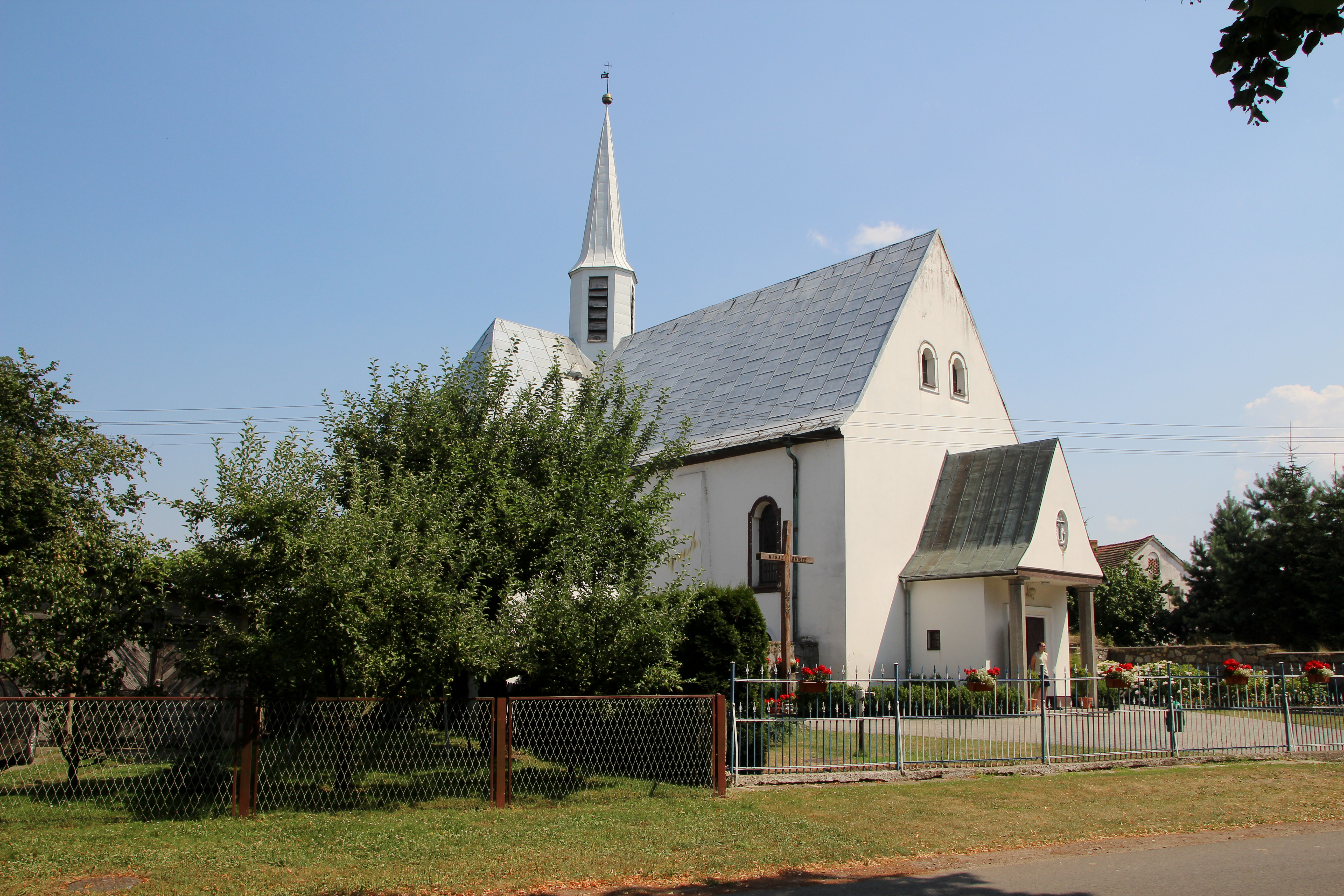
Kirche der hl. Maria Magdalena

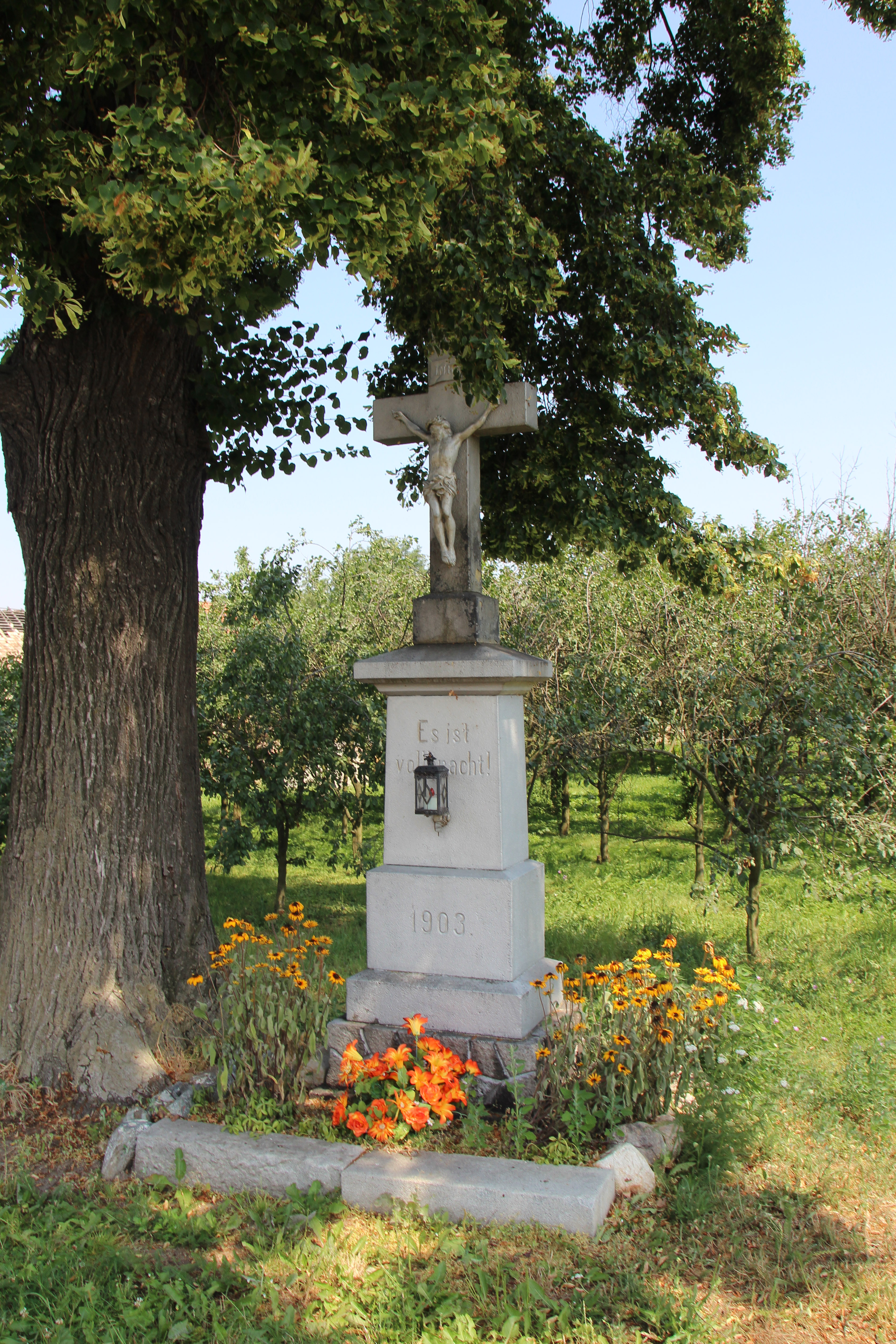
Steinernes Wegekreuz

Dziewiętlice (deutsch Heinersdorf, tschechisch Pruský Jindřichov) ist ein Ort in der Stadt und Landgemeinde Paczków (Patschkau) im Powiat Nyski der Woiwodschaft Opole in Polen.

## Geographie
Das Waldhufendorf Dziewiętlice liegt an der Grenze zur Tschechien, etwa acht Kilometer südöstlich von Paczków, 23 Kilometer südwestlich von t Nysa und  77 Kilometer südwestlich von Opole (Oppeln). Südlich des Dorfes verläuft die Grenze zu Bernartice (Barzdorf) in Tschechien. Der Dorfbach Świdna (Grundwasser), entspringt im Reichensteiner Gebirge; unterhalb des Dorfes fließt ihm der Lánský potok (Mittelbach) zu.
Nachbarorte von Dziewiętlice sind im Nordwesten Ujeździec (Geseß), im Norden Trzeboszowice (Schwammelwitz) und im Süden Bernartice u Javorníka (Barzdorf).

## Geschichte
Das Dorf wurde erstmals 1284 urkundlich erwähnt. Es gehörte von Anfang an zum Fürstentum Neisse, in dem ab 1290 die Breslauer Bischöfe neben der geistlichen auch die weltliche Macht ausübten. 1342 war es zusammen mit dem Fürstentum Neisse unter Bischof Preczlaw von Pogarell als ein Lehen an die Krone Böhmen gelangt, die ab 1526 die Habsburger innehatten. Für das Jahr 1373 ist eine Kirche belegt, zu der damals eine halbe Hube Ackerland als Kirchenbesitz gehörte. 1374 wurde wiederholt ein Pfarrer Matthias als Zeuge genannt. Die in Holz errichtete Kirche St. Magdalena wurde in den Hussitenkriegen zerstört und später durch einen Steinbau ersetzt. 1524 gehörte Heinersdorf dem Jorge (Georg) Redern von Heinersdorf, der in diesem Jahr eine Urkunde des Bischofs Jakob von Salza bezeugte. Ihm folgte vermutlich Hans Redern zu Heinersdorf, der für das Jahr 1538 ebenfalls in einer bischöflichen Urkunde als Zeuge genannt wird. Ein Hans von Redern und Heinzendorf ist für das Jahr 1578 als bischöflicher Rat belegt.
Um 1610 erwarb die Stadt Patschkau Anteile von Heinersdorf mit Äckern, Wassermühle, Bauern und Gärtnern sowie dem Kretscham mit Schankrecht.
Nach dem Ersten Schlesischen Krieg, als 1742 der größte Teil Schlesiens an Preußen fiel, musste auch das Fürstentum Neisse geteilt werden. Heinersdorf gelangte nun an Preußen, während das südlich gelegene Barzdorf durch die Grenzziehung bei Böhmen verblieb.
Nach der Säkularisation des Fürstentums Neisse 1810 wurde die weltliche Herrschaft der Breslauer Bischöfe beendet. Mit der Neugliederung Schlesiens 1813 wurde Heinersdorf, das bis dahin zum Regierungsbezirk Breslau gehörte, dem oberschlesischen Regierungsbezirk Oppeln eingegliedert. Ab 1816 gehörte es zum neu errichteten Landkreis Neisse, mit dem es bis 1945 verbunden blieb. 1845 bestanden im Dorf eine katholische Schule, eine katholische Kirche sowie 111 Häuser. Im gleichen Jahr lebten in Heinersdorf 653 Menschen, davon drei evangelisch. 1855 lebten 686 Menschen in Heinersdorf. 1865 bestanden im Ort eine Scholtisei, 30 Bauern-, 26 Gärtner- und 30 Häuslerstellen sowie eine Wassermühle und eine Schankwirtschaft. Die zweiklassige katholische Schule wurde im gleichen Jahr von 119 Kindern besucht. Zusammen mit den Landgemeinden Fuchswinkel, Gostitz, Kamitz und Kosel sowie den gleichnamigen Gutsbezirken gehörte die Landgemeinde Heinersdorf ab 1874 zum Amtsbezirk Patschkau. 1885 zählte Heinersdorf 749 Einwohner. Seit 1897 wurde ein Dampfsägewerk mit 60 Arbeitsplätzen betrieben, das ab 1931 als Erzbischöfliche Holzindustrie Heinersdorf O/S firmierte.
1933 lebten in Heinersdorf 645 Einwohner. 1937 gab es in Heinersdorf zwei Bäcker, einen Brunnenbauer, einen Dentisten, zwei Fleischer, einen Friseur, drei Gasthöfe, drei Gemischtwarenläden, einen Korbmacher, einen Maler, eine Maschinenhandlung, eine Mühle, einen Sattler, einen Schmied, drei Schneider, vier Schuhmacher, einen Stellmacher, drei Tischler, eine Spar- und Darlehenskasse und eine Elektrizitäts-Genossenschaft. 1939 lebten 651 Menschen im Ort. Bis Kriegsende 1945 gehörte der Ort zum Landkreis Neisse.
Als Folge des Zweiten Weltkriegs fiel Heinersdorf wie der größte Teil Schlesiens 1945 an Polen. Nachfolgend wurde es in Dziewiętlice umbenannt und der Woiwodschaft Schlesien angeschlossen. Die deutsche Bevölkerung wurde weitgehend vertrieben. 1950 wurde es der Woiwodschaft Oppeln eingegliedert. 1999 kam der Ort zum wiedergegründeten Powiat Nyski. 2011 lebten 539 Menschen im Ort.

### Einwohnerentwicklung
- 1784: 423 Einwohner, 68 Stellen
- 1845: 653 Einwohner, 111 Häuser
- 1895: 717 Einwohner, 101 Häuser, 146 Haushalte
- 1939: 651 Einwohner, 161 Haushalte;

## Sehenswürdigkeiten
- Die römisch-katholische Kirche St. Magdalena (Kościół św. Marii Magdaleny) wurde nach den Hussitenkriegen im 15. Jahrhundert errichtet. Zwischen 1929 und 1930 wurde der Kirchenbau erweitert.[10]
- Herz-Jesu-Kapelle
- Steinernes Wegekreuz von 1903
- Wasserturm

## Vereine
- Fußballverein LZS Dziewiętlice
- Freiwillige Feuerwehr OPS Dziewiętlice

## Söhne und Töchter der Ortschaft
- Wolfgang Viehweger (* 1935; † 7. Mai 2021 in Herne), Schulleiter, Autor und Heimatforscher Emschergebiet
- Jiří Grygar (* 1936), tschechischer Astronom und Astrophysiker
- Józef Kurzeja (* 1948), polnischer Fußballspieler, Trainer und Arzt.